# Blahzay Blahzay
Blahzay Blahzay – amerykański zespół muzyczny wykonujący hip-hop, utworzony w 1985 na Brooklynie w Nowym Jorku przez rapera Outloud i DJ-a P.F. Cuttina.
Przez 10 lat funkcjonowali w podziemnym obiegu nagrań hiphopowych. Pracowali przy produkcji nagrań wielu artystów, DJ P.F. Cuttin’ regularnie nagrywał „mix tapes”, ale głośno stało się o nich dopiero w 1995 r. dzięki singlowi „Danger”, zapowiadającemu pierwszą płytę zespołu. Wcześniej odrzucali wszelkie propozycje podpisania kontraktu z wytwórniami, bowiem jak stwierdzili, były one dla nich niekorzystne. BlahZay BlahZay znani są z surowego podejścia do pracy w studiu, do którego dopuszczają poza sobą jedynie inżyniera dźwięku, znanego ze współpracy z Wu-Tang Clan, Nolana Moffitte’a.

## Dyskografia

### Albumy studyjne
- Blah Blah Blah' (1996)
- ENYthyng iz Possible (2018)

### Single
- „Danger”
- „Pain I Feel”
- „Federal Reserve Notez”